# Joseph Rosa Merszei
Joseph Rosa "Jo" Merszei (Hongkong, 6 april 1974) is een Macaus autocoureur.

## Carrière
Tussen 1991 en 1996 nam Merszei deel aan verschillende toerwagenkampioenschappen in Hong Kong en de rest van Azië. Daarna nam hij deel aan formuleracingkampioenschappen in Azië, waarbij hij tussen 1999 en 2007 elk jaar deelnam aan de Grand Prix van Macau, waarin een twaalfde plaats in 2001 zijn beste resultaat was.
In 2009 maakte Merszei zijn debuut in het World Touring Car Championship voor het team Liqui Moly Team Engstler in zijn thuisrace op het Circuito da Guia. In 2010, 2011, 2012 en 2013 keerde hij terug in deze WTCC-race, waarbij hij alle races voor Engstler reed. Zijn beste resultaat was een dertiende plaats in de tweede race in 2012.